# مجموعه نامتناهی
در ریاضیات (نظریه مجموعه‌ها)، به مجموعه‌ای که متناهی نباشد یعنی تعداد اعضای آن بی‌نهایت باشد، مجموعه نامتناهی گویند. یک مجموعهٔ نامتناهی می‌تواند شمارا یا ناشمارا باشد.
مجموعه ای که تعداد اعضای آنها یک عدد حسابی است، مجموعه «متناهی» گویند
- مجموعه‌ای که با خارج کردن اعضای آن بالاخره آن مجموعه خالی می‌شود را مجموعه متناهی می‌گویند.
- مجموعه‌ای که با خارج کردن اعضای آن هیچگاه آن مجموعه خالی نمی‌شود را مجموعه نامتناهی می‌گویند.
- مجموعه‌ای که عضو ابتدایی یا انتهایی آن معلوم باشد را باپایان می‌گویند.
- مجموعه‌ای که عضو ابتدایی یا انتهایی آن معلوم نباشد را بی پایان می‌گویند.

چند مثال:
«* مجموعه اعداد طبیعی، مجموعه اعداد گویا و مجموعه اعداد جبری مجموعه‌های نامتناهی شمارایند.
- مجموعه اعداد حقیقی، مجموعه اعداد مختلط و مجموعه کانتور مجموعه‌های نامتناهی ناشمارایند.»

هر مجموعه که با یکی از زیر مجموعه‌های محض خود در تناظر یک به یک باشد نامتناهی نامیده می‌شود.